# Антиамериканизм

Один из символов антиамериканизма.

Антиамерикани́зм или американофо́бия — отрицательное отношение к политике, американской культуре и населению Соединённых Штатов Америки. Впервые термин «антиамериканизм» был употреблён в 1948 году во Франции, с тех пор различные аспекты внутри- и внешнеполитической деятельности, а также культуры США нередко подвергались фундаментальной критике. Однако, так как это происходило в разных контекстах и критика высказывалась исходя из широкого спектра политических и религиозных мировоззрений, нельзя говорить о едином антиамериканском течении или единой идеологии.
В ряде случаев антиамериканизм выражается прежде всего в негативном отношении к внешней (а иногда и внутренней) политике США, а не к самому американскому народу или его культуре.
В дискуссиях об антиамериканизме в большинстве случаев отсутствовало точное объяснение того, что влечет за собой это настроение (кроме общей неприязни), что привело к широкому использованию этого термина, поэтому многие высказывания ошибочно могут быть охарактеризованы как антиамериканские.
Наиболее полно эту идеологию сформулировал Шарль Де Голль в своей знаменитой фразе: «Можете быть уверены, что американцы совершат все глупости, которые смогут придумать, плюс ещё несколько таких, какие и вообразить невозможно». Однако ещё Жорж Клемансо в начале XX века заявил: «Америка — единственная страна, которая от варварства перешла прямо к упадку, минуя стадию цивилизации».

## Причины антиамериканизма в разных странах
В разных странах антиамериканизм имеет разные причины. Например, во Франции, где появился сам термин «антиамериканизм», критика США — это одна из форм многовекового противостояния «англосаксонскому» миру.

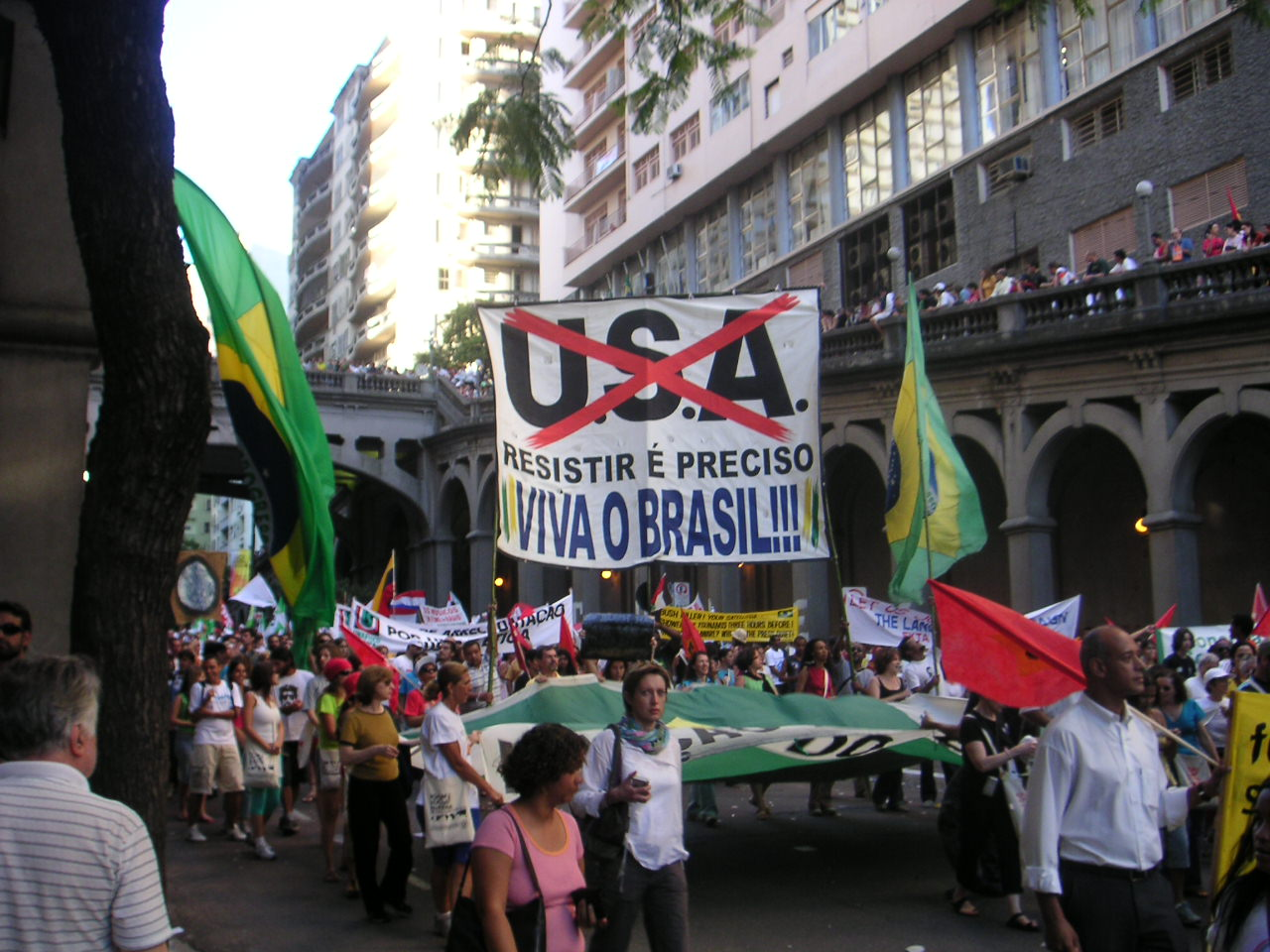
Антиамериканский плакат на демонстрации в Бразилии в 2005 году

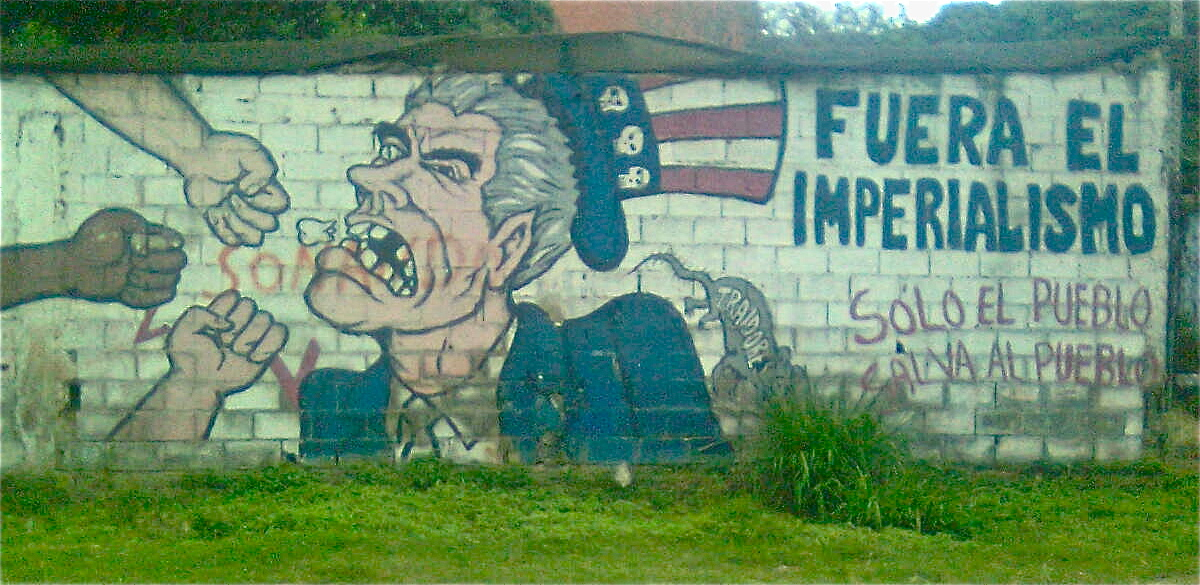
Антиамериканское граффити в Каракасе (Венесуэла)

Антиамериканизм, нелюбовь к «гринго», весьма распространён в странах Латинской Америки, что связано с историей этого региона. Почти каждая администрация США проводила политику по увеличению своего влияния в Латинской Америке. Начиная с «доктрины Монро» 1823 года, США делали всё, чтобы внести раскол между молодыми республиками этого региона и не позволить им сблизиться. Многие из них оказались в прямой зависимости от США. В начале XX века администрация Теодора Рузвельта осуществляла «политику большой дубинки», которая предусматривала жёсткие, иной раз прямые военные действия (оккупация Никарагуа, Доминиканской республики, Кубы, Гаити,  Панамы), задачей которых было установление порядка и стабильности в регионе в интересах США. В 1930-е годы Франклин Рузвельт сменил политику «большой дубинки» на политику «доброго соседа», перейдя от военных инструментов воздействия к экономическим. Во второй половине XX века, опасаясь прихода к власти коммунистов, а нередко и просто для того, чтобы обеспечить надёжную прибыль американским компаниям, власти США поддерживали целый ряд жестоких латиноамериканских диктаторов.
В докладе американского Национального совета по разведке «Глобальные тренды 2025», подготовленном осенью 2008 года, отмечается, что недовольство политикой США в мире настолько велико, что любая американская идея по международной повестке дня дискредитирована заранее — уже только тем, что она американская.

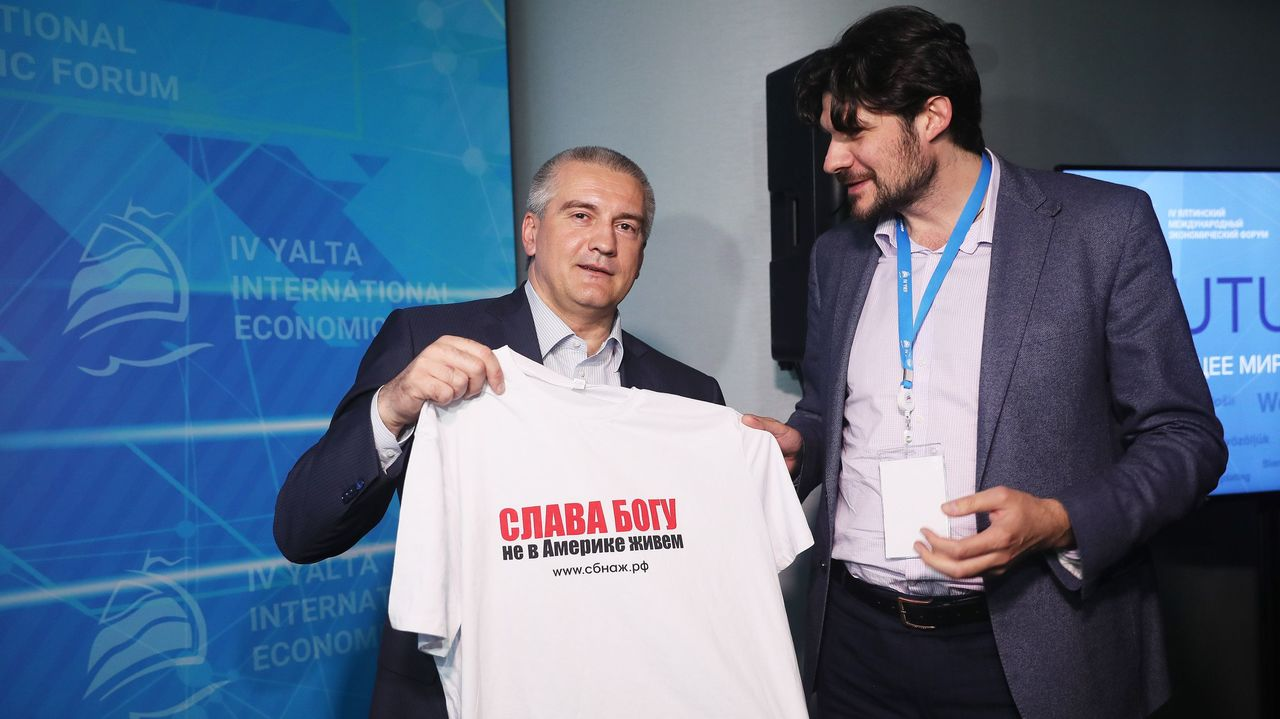
IV Ялтинский международный экономический форум, 2018 год

В российской и советской истории были периоды хорошего отношения к США, которые приходились либо на время Первой и Второй мировых войн, в которых США были союзником, либо на времена экономических реформ, когда российское руководство видело в Америке источник технических инноваций и повышения производительности труда. Но когда российская государственная власть от модернизационных устремлений поворачивается к задачам сохранения «стабильности», то США воспринимаются как угроза. В такие периоды официальная пропаганда стремится маргинализовать внутреннюю оппозицию, связывая её с «подрывным влиянием» Соединенных Штатов и рисуя сами США как тёмную враждебную силу.

## Уличные акции протеста

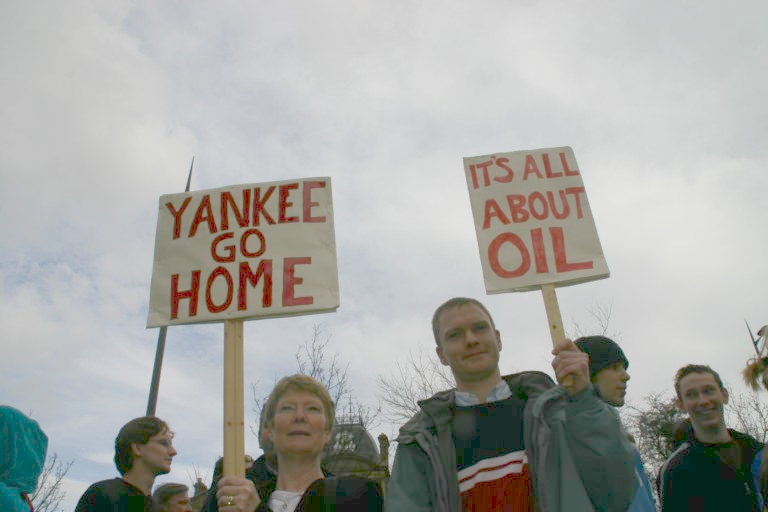
Стандартные самодельные транспаранты антиамериканского содержания, используемые ливерпульскими членами коалиции "Останови войну"

Типичной и наиболее распространённой формой проявления антиамериканизма за пределами США являются разного рода уличные акции протеста перед американскими посольствами и дипломатическими учреждениями, а также перед американскими военными объектами за рубежом, в ходе которых демонстрантами скандируются разнообразные фразы и лозунги антиамериканского содержания, чаще всего фраза-требование в ультимативной форме «Yankee go home» (в пер. «Янки, уходите домой!»), наносимая также на транспаранты, плакаты, и в виде граффити и настенной живописи на иные вертикальные и горизонтальные поверхности.